# Aïnes Noves
La col·lecció Aïnes Noves és una col·lecció que publicava articles i monografies a temàtica catalana, editada per l'editorial Premses Universitàries de Perpinyà fins al 2018.
Des del 1972 per intermitença, la Universitat de Perpinyà va prendre unes quantes iniciatives esporàdiques per fomentar les publicacions acadèmiques dedicades als Estudis Catalans. Joan Borrell i Jordi Estivill van crear una primera revista anomenada Aïnes el 1974. A la difícil situació de les llengües minoritàries a França, només va arribar a sis números publicades entre 1974 i 1978 pel Centre Pluridisciplinari d'Estudis Catalans de la mateixa universitat que a finals dels anys 1970 va ser tancat.
La col·lecció Aïnes noves va ser una nova iniciativa per fomentar una publicació acadèmica, dedicada als temes de catalans de la Catalunya Nord. Va ser codirigida per Domènec Bernardó i Gentil Puig, disposava d'un comitè de lectura format per Georg Kremnitz (Universität Wien), Chistine Bierbach (Universität Mannheim), Donald Smith (University Carleton, Ottawa), Vicent Pitarch i Almela (Universitat Jaume I), Patrick Sauzet (Université de Toulouse-le-Mirail), Xavier Luna i Batlle (Universitat Autònoma de Barcelona), Karoly Morvay (Universitat de Budapest). Malgrat un inici prometedor, no va arribar enllà dels tres números publicats.
Se n'han publicat cinc volums:
1. Enquestes sociolingüistiques a Catalunya-Nord, 2007.
2. Estudis Vallespirencs (pdf), 2008, p. 186. : estudis lingüístiques i històriques sobre el Vallespir[4]
3. Estudis literaris (nord)catalans, 2011.[5]
4. El teatre català a les perifèries, 2016.
5. Estudis escènics nord-catalans/Études sur le théâtre catalan en Roussillon, 2018.